# Протипиловий вентиляційний режим
Протипиловий вентиляційний режим (рос. противопылевой вентиляционный режим, англ. anti-dust ventilation conditions, нім. Staubschutzbewetterungsverhältnisse n pl) — умови провітрювання шахт, що забезпечують у комплексі з іншими протипиловими інженерними заходами підтримання запиленості атмосфери в гірничих виробках у межах допустимих санітарних норм. П.в.р. визначається кількістю повітря, необхідною і достатньою для розрідження пилової хмари, і швидкістю її руху, що забезпечує винесення пилу, завислого у повітрі.